# شو يانغ (منافس ألعاب قوى)
شو يانغ (بالصينية: 徐扬) هو منافس ألعاب قوى صيني، ولد في 27 يونيو 1970.

## وصلات خارجية
- شو يانغ على موقع الاتحاد الدولي لألعاب القوى (الإنجليزية)
- شو يانغ على موقع أوليمبيديا (الإنجليزية)